# シャウムブルク＝リッペ福音ルター派州教会
シャウムブルク＝リッペ福音ルター派州教会（ドイツ語:  Evangelisch-Lutherische Landeskirche Schaumburg-Lippe ）は
ドイツ福音主義教会 (EKD)に加盟する20の福音主義州教会の一つである。他の州教会と同様に、シャウムブルク＝リッペ福音ルター派州教会も公法上の社団である。この州教会本部はニーダーザクセン州 ビュッケブルク (シャウムブルク郡)に置かれている。この州教会には48.171人の教会員が属しており (2020年12月現在)、教会員数28.403人のアンハルト福音主義州教会に次ぐ規模の小さい州教会である。シャウムブルク＝リッペ福音ルター派州教会は ドイツ福音主義教会 (EKD) に属するルター派教会であり、ドイツ合同福音ルター派教会 (VELKD) の加盟州教会でもある。さらに、ルター派世界連盟 (LWB)と世界教会協議会 (WCC)にも加盟している。加えて、ニーダーザクセン州福音主義教会連合にも加盟している。首座教会として、州教会監督 が通常の説教をおこなうのはビュッケブルク・シュタット教会である。

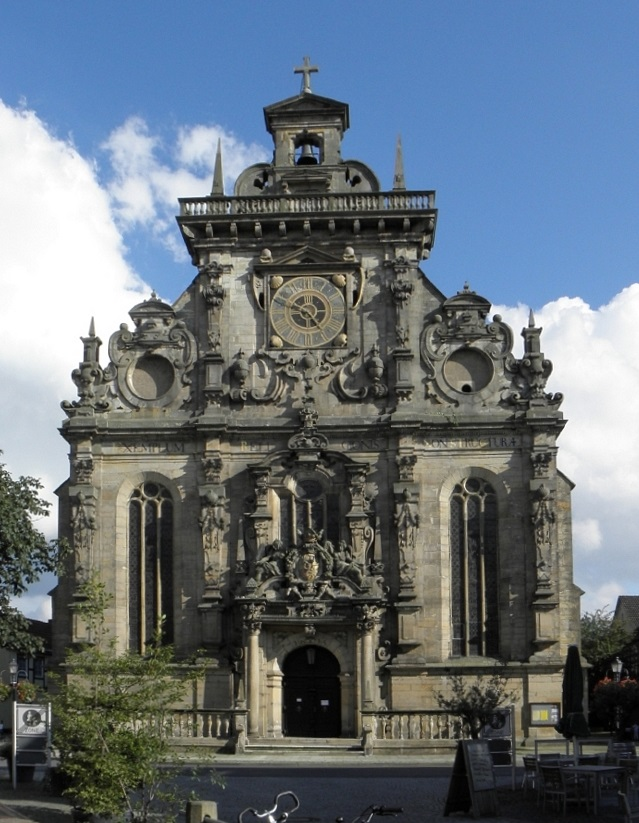
ビュッケブルク・シュタット
教会正面ファザード

## 州教会管轄地域
シャウムブルク＝リッペ福音ルター派州教会は、1946年まで存続していたシャウムブルク＝リッペ州のあった地域から成る。この地域は第二次世界大戦後、イギリス占領軍統治下に置かれたが、1949年のドイツ連邦共和国成立に際して、ニーダーザクセン州に属することになった。この地において、ビュッケブルク郡とシュタットハーゲン郡が1948年にシャウムブルク＝リッペ郡として一つにまとめられた。1977年の郡域再編に際して、旧シャウムブルク＝リッペ郡とグラーフシャフト・シャウムブルク郡とが合併して、シャウムブルク郡が成立した。シャウムブルク＝リッペ福音ルター派州教会は、シャウムブルク郡北部地域から成る。ただし、ヴィーデンザール村 (フレッケン)のルター派教会共同体はハノーファー福音ルター派州教会に属している。グローセンハイドルン、イーデンゼルモーア＝ニーングラーベン、シュタインフーデは1974年3月1日までにヴンストルフに合併され、ハノーファー郡に移された。
ノルトライン＝ヴェストファーレン州デトモルト行政管区のミンデン＝リュベッケ郡に位置するペータースハーゲンのフリレ市区にあるルター派教会共同体はシャウムブルク＝リッペ福音ルター派州教会に属している。

## 歴史

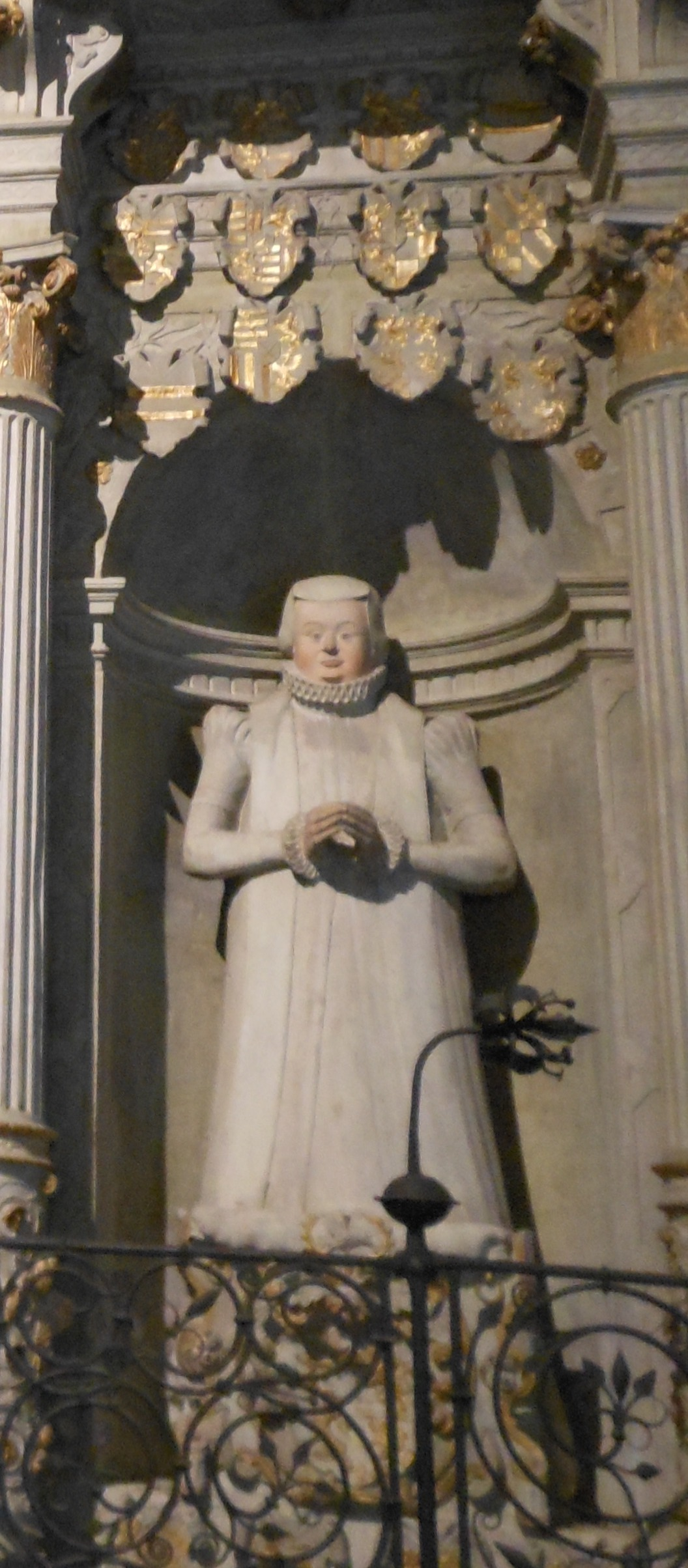
エリザベート・ウルスラ・フォン・ブラウンシュヴァイク＝リューネブルク

シャウムブルク＝リッペ福音ルター派州教会の歴史はシャウムブルク＝リッペ侯国の消長と分かち難く結びついている。12世紀以降、 リンテルン近郊のシャウムブルク城にちなんで命名されたこの伯爵家は狭いながらもこの地域を支配した。教会に関しては、ローマ・カトリック教会ミンデン司教区に属していた。宗教改革時代において、オットー4世 (シャウムブルク＝リッペ伯)がエリザベート・ウルスラ・フォン・ブラウンシュヴァイク＝リューネブルクと結婚し、1559年5月5日にメクレンブルク教会規則を導入した。妻となったウルスラは告白公と呼ばれた エルンスト1世 とメクレンブルク＝シュヴェリーン公国 ハインリヒ5世の娘ゾフィーの娘であった。オットー4世 (シャウムブルク＝リッペ伯)が夫婦財産契約において、誓約したからである。そのため、伯爵領の信仰は福音ルター派教会 になった。シュタットハーゲン のフランシスコ会修道士とヘッシシュ・オルデンドルフのフィッシュベックとオーベルンキルヒェンの修道女が宗教改革導入に抵抗したが失敗し、ルター派による宗教改革が導入された。
1640年 、旧シャウムブルク伯領は、リッペ伯（シャウムブルク＝リッペ伯領 ）とヘッセン＝カッセル方伯との間で分割された。このヘッセン部分はシャウムブルク伯領の名を継承した。これに伴い、リンテルンはヘッセンの飛び地軍事都市となり、防衛施設が強化された。1866年にはヘッセン方伯領がプロイセン王国に併合され、ヘッセン＝ナッサウ州となり、1904年にグラーフシャフト・シャウムブルク郡が創設され、郡庁所在地はリンテルンになった。1932年にプロイセン自由州の行政改革に伴って、この地はハノーファー州に配置換えされた。そのため、リンテルンのルター派教会共同体はハノーファー福音ルター派州教会に属することになっている。
シャウムブルク伯領のリッペ伯側領地は1647年以降シャウムブルク＝リッペ伯領と称した。1807年に諸侯に昇格し、1815年にはシャウムブルク＝リッペ侯国としてドイツ連邦に参加した。1871年にはドイツ帝国の構成国の一つになった。1918年のドイツ革命でシャウムブルク＝リッペ候が廃位されるとシャウムブルク＝リッペ州となり、1946年まで独立を保ったが、その後新たに創設されたニーダーザクセン州に統合された。シャウムブルク＝リッペはビュッケブルク郡とシュタットハーゲン郡の2つの郡から構成されていたが、1948年にシャウムブルク＝リッペ郡としてまとめられた。
シャウムブルク＝リッペ伯は改革派教会の信仰を持つようになり、ビュッケブルクを本拠地にした。シャウムブルク＝リッペ侯は改革派諸侯として領邦教会の首長(summus episcopus)でもあったが、領民と領邦教会のルター派信仰を変えることは出来なかった 。領邦教会の霊的指導者は総地区長 (ズーパーインテンデント)と呼ばれた。この侯国で最も著名だった人物は、1771年から1776年までビュッケブルクで活動したヨハン・ゴットフリート・ヘルダーであった。なお、シャウムブルク＝リッペ領邦教会は侯国政府の支配下に置かれていたのではなく、並び立つ形になっていた。

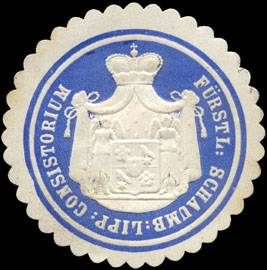
シャウムブルク＝リッペ
領邦教会宗務局公式印章

第一次世界大戦でドイツ革命によってヴァイマル共和国が成立し、1918年に侯国は解体され、その領地にはシャウムブルク＝リッペ州が成立した。州教会総会によって教会は運営されることになった。州教会トップとして、総地区長 (ズーパーインテンデント)が選出された。
第二次世界大戦後の1946年8月23日のイギリス軍政令第46号でイギリス占領地域の諸州を独立国とすることが宣言され、シャウムブルク＝リッペ州はシャウムブルク＝リッペ共和国となった。
1946年11月23日、シャウムブルク＝リッペはブラウンシュヴァイク共和国 (ソ連占領下にあり、ザクセン=アンハルト州に統合された東部のブランケンブルク郡とカルフェルデの飛び地およびヘルムシュテット郡を除く)、ハノーファー州 (ソ連占領下のエルベ川右岸を除く)、オルデンブルク共和国と共に、ニーダーザクセン州に統合された。また、2つの郡も郡庁所在地をシュタットハーゲンとするシャウムブルク＝リッペ郡に統合された。1975年1月19日にはドイツ連邦共和国基本法第29条に基づいてシャウムブルク＝リッペ侯国の回復を求める住民投票が行われ、賛成多数であったが連邦議会に結果の受け入れを拒絶されている。
シャウムブルク＝リッペ郡はニーダーザクセン州に属することになったが、シャウムブルク＝リッペ州教会は独立を維持した上で、ドイツ福音主義教会 (EKD)、ドイツ合同福音ルター派教会 (VELKD)に加入した。1949年、州教会トップの名称が、総地区長 (ズーパーインテンデント)から州教会監督 (ランデスビショフ)に変更された。
女性の牧師任職を、シャウムブルク＝リッペ州教会は1991年になって認めた。女性牧師任職に関して、シャウムブルク＝リッペ州教会はドイツ福音主義教会加盟州教会の中で、最後になった。
今日まで、ニーダーザクセン州にある州教会統合に関する議論が、ニーダーザクセン州福音主義教会連合の場において、機会があるたびにおこなわれている。

## 州教会の指導教職者

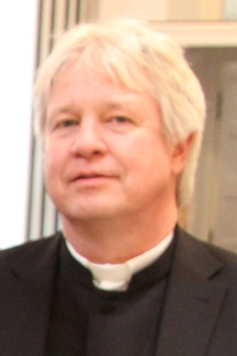
カール＝ヒンリヒ・
マンツケ州教会監督 (2012)

シャウムブルク＝リッペ福音ルター派州教会のトップは州教会監督であり、州教会総会によって選出される。通例、定年の65歳で州教会監督は引退する。

### 州教会監督Landesbischöfe
- 1949–1966年: ヴィルヘルム・ヘンケ
- 1966–1979年: ヨハン・ゴットフリート・マルトゥシュ
- 1979–1991年: ヨアヒム・ホイバッハ
- 1991–2001年: ハインリヒ・ヘルマンス
- 2001–2009年: ユルゲン・ヨハネスドッター
- 2009–0000: カール＝ヒンリヒ・マンツケ

## 州教会総会
州教会の議会として、州教会総会が存在している。総会議員は6年の任期で選ばれるが、一部は任命されて総会議員になる。州教会総会の役割は政治における議会と同様である。議事進行を担うのは州教会総会議長である。

## 州教会運営

### 州教会宗務局と州教会評議会

#### 州教会宗務局Landeskirchenamt

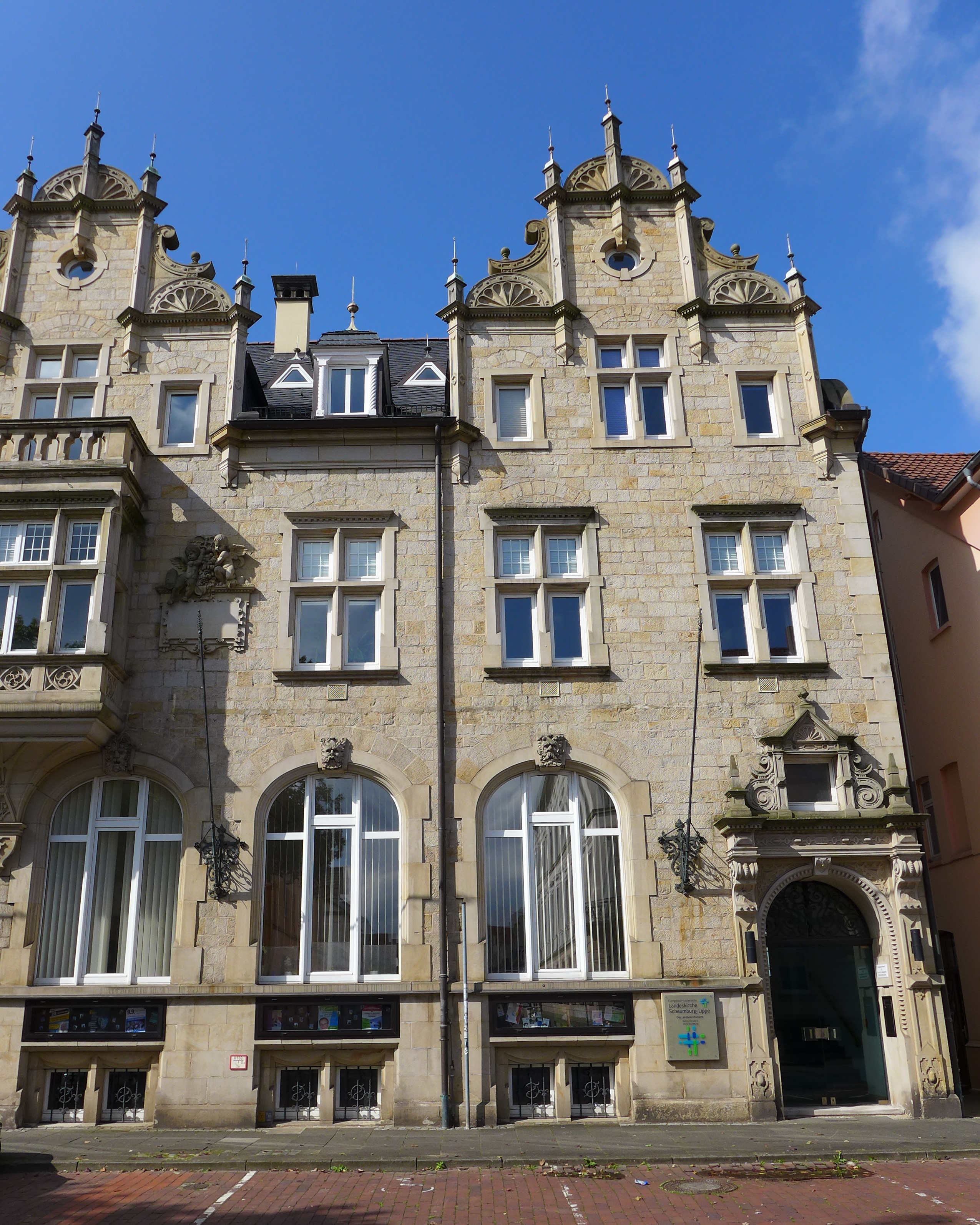
州教会宗務局

州教会監督は州教会宗務局のあるビュッケブルクで職務をおこなう。州教会宗務局の最高責任者でもある。宗務局はそれぞれの専門分野を担当する３つの主要部門から成る。Ⅰ教会規則と運営、Ⅱ霊的指導、Ⅲ神学の3つである。宗務局長がⅠ、州教会監督はⅡ、神学担当顧問はⅢの部局を担当する。加えて、投票権を持たない宗務局幹部としての書記が置かれる。

#### 州教会評議会Landeskirchenrat
州教会評議会は州教会運営機関であり、州教会監督が代表する。評議会指導部には、州教会監督、神学担当副代表、宗務局長、州教会総会議長、4人の州教会総会議員によって構成される。

### 運営組織体制
州教会の運営制度はヒエラルキー構造になっている。
居住地域に、教会共同体 (Kirchengemeinde)が存在する。教会共同体自体が公法上の社団であり、教会員から選出された役員による教会共同体役員会が設置される。役員会はその代表を選んだ上に、牧師と共に教会共同体を運営する。ビュッケブルクとシュタットハーゲンの教会共同体は指導牧師によって導かれる。なお、指導牧師は特定の専任管区を持たない。
複数の教会共同体が集まって教会地区 (Kirchenbezirk)を形成する。これは行政組織における郡に相当し、地区長によって指導される。
教会地区が集まって州教会を形成する。州教会はドイツの州に相当する。なお、シャウムブルク＝リッペ福音ルター派州教会には、行政管区としての県に相当するものは存在していない。

### 教会地区　Kirchenbezirke
シャウムブルク＝リッペ福音ルター派州教会の管轄地域は東教会 (シュタットハーゲン)地区と西教会 (ビュッケブルク)地区に分かれている。教会地区ごとに教区長が置かれるがその所在地は固定されないが、教会地区における牧会担当地区と結びついている。州教会監督は西(ビュッケブルク)教会地区に常駐しながら州教会全体を指導し、指導牧師は東(シュタットハーゲン)教会地区から州教会全体を指導する

### ２２の教会共同体 Kirchengemeinde

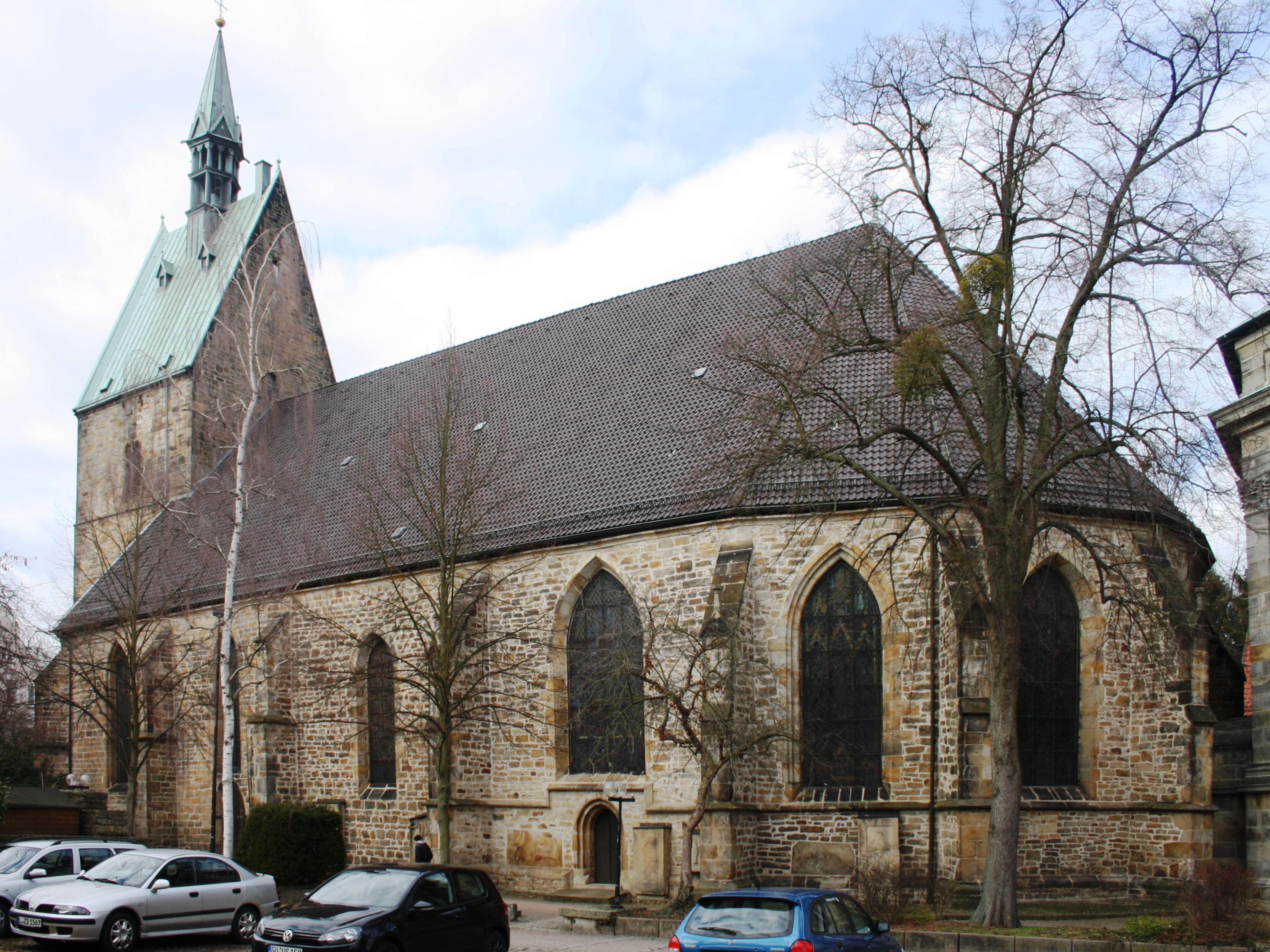
聖マルティーニ教会
(シュタットハーゲン)

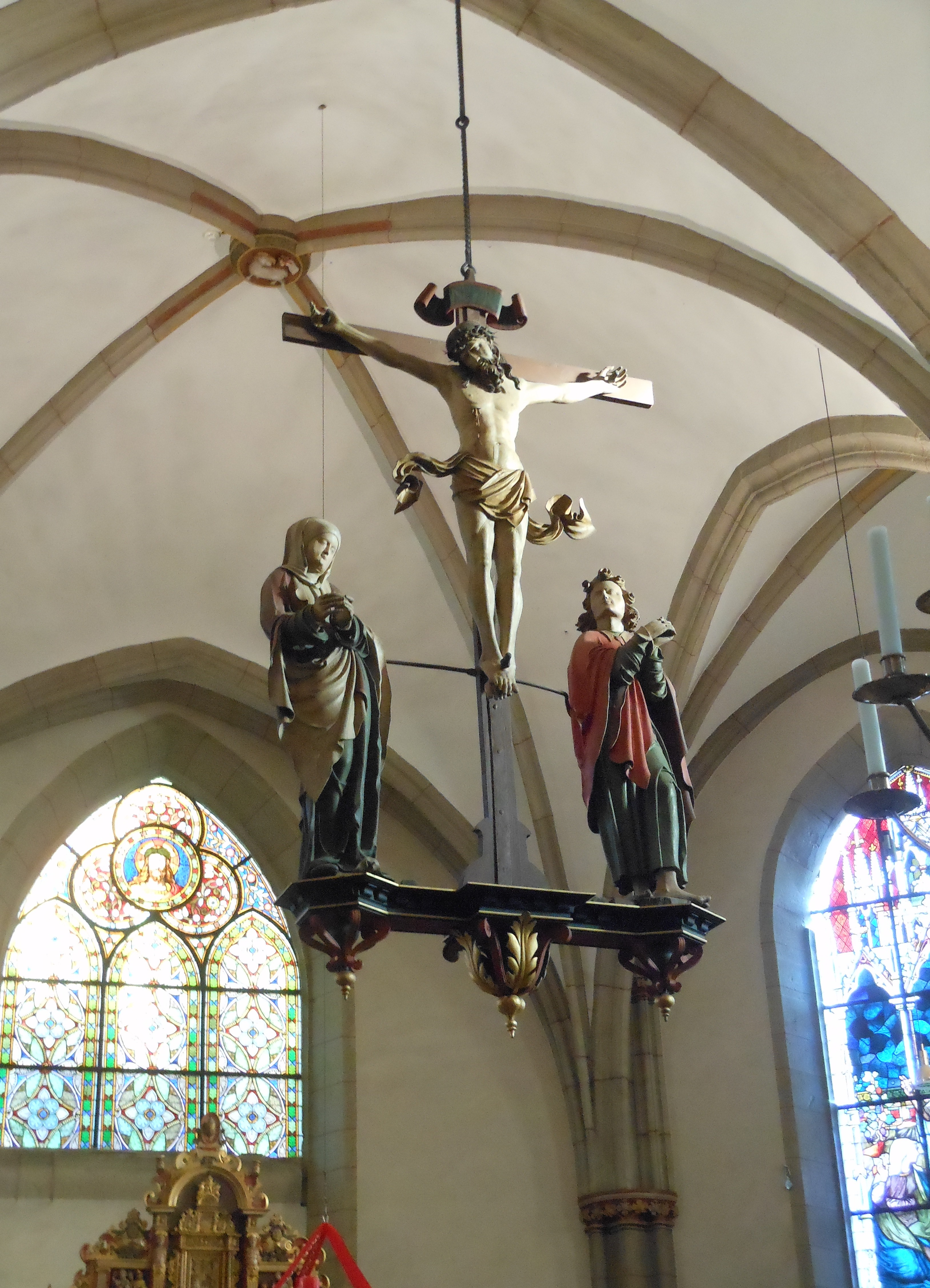
聖マルティーニ教会内
イエス・キリスト磔刑像

#### 西教会地区
- バート・アイルゼン
- ビュッケブルク
- フリレ (ペータースハーゲン)
- ラウエンハーゲン
- メーアベック
- マインセン＝ヴァルバー (ビュッケブルク)
- ペッツェン (ビュッケブルク)
- ポルハーゲン
- ゼッゲブルーフ
- シュタインベルゲン (リンテルン)
- ジュールベック (ニーンシュテット)
- フェーレン (オーベルンキルヒェン)

#### 東教会地区
- ハーゲンブルク
- ベルクキルヒェン (ヴェルピングハウゼン)
- グローセンハイドルン (ヴンストルフ)
- ホイエルセン
- リントホルスト
- プロプストハーゲン (シュタットハーゲン)
- ザクセンハーゲン
- シュタットハーゲン
- シュタインフーデ (ヴンストルフ)
- ヴェントハーゲン＝エーレン (シュタットハーゲン)

### 州教会文書館
シャウムブルク＝リッペ福音ルター派州教会の文書類はビュッケブルク州立文書館に管理を委ねる形で保存されている。

## 讃美歌集
- Christliche Religionsgesänge zur öffentlichen und häuslichen Gottesverehrung für die Evangelisch Lutherischen Gemeinen des Fürstenthums Schaumburg-Lippe, Bückeburg, ab 1805 und ab 1855 mit einem Anhang von 150 Liedern versehen
- Gesangbuch für die evangelisch-lutherische Kirche des Fürstenthums Schaumburg-Lippe, Bückeburg, 1875?
- Evangelisches Kirchengesangbuch – Ausgabe für die evangelisch-lutherischen Kirchen Niedersachsens; Hannover, Göttingen, um 1950
- Evangelisches Gesangbuch – Ausgabe für die Evangelisch-Lutherischen Kirchen in Niedersachsen und für die Bremische Evangelische Kirche, Hannover/Göttingen, eingeführt im Advent 1994

## ニーダーザクセン州福音主義教会連合関連団体と施設

### 宣教協力

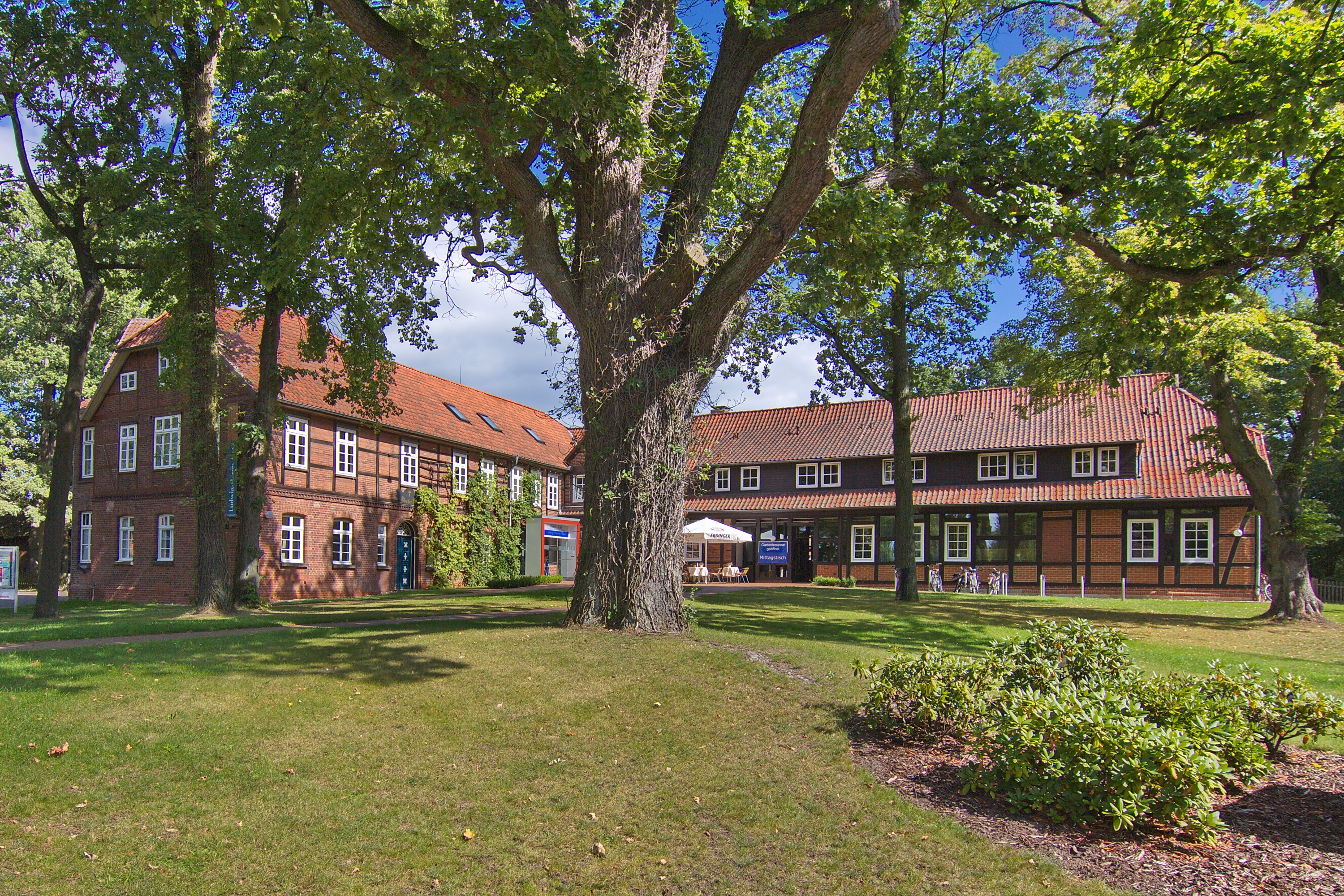
ニーダーザクセン州
福音ルター派教会宣教団本部

ハノーファー福音ルター派州教会、ブラウンシュヴァイク福音ルター派州教会、シャウムブルク＝リッペ福音ルター派州教会の共同組織として、1977年にニーダーザクセン州福音ルター派教会宣教団 (ELM) が設立された。この宣教団体はシャウムブルク＝リッペ州教会の海外パートナー教会と提携している。この宣教団の本部はツェレ郡ヘルマンスブルクに置かれている。

### 和書
- 稲本守（1996）「国教会か国民教会か—統一ドイツとキリスト教会」、坂井榮八郎・保坂一夫編『ヨーロッパ＝統一ドイツへの道—統一ドイツの現状と課題』pp.221-226, 東京大学出版会
- 河島幸夫『戦争・ナチズム・教会―現代ドイツ福音主義教会史論』 新教出版社 1993年
- 村上伸 『西ドイツ教会事情』新教出版社、1984年

### 洋書
- Hans Walter Krumwiede: Kirchengeschichte Niedersachsens. 1. + 2. Teilband. Vandenhoeck & Ruprecht, Göttingen 1996. ISBN 3-525-55434-6 (Standardwerk)
- Peter Kollmar, Jens-Peter Kruse (Red.): Die Evangelisch-lutherische Landeskirche Hannovers, hrsg. vom Presse- und Informationsamt der Evangelisch-lutherischen Landeskirche Hannovers, Kassel: Druckhaus Thiele & Schwarz GmbH, 1988
- Werner Führer: Schaumburg-Lippe. In: Theologische Realenzyklopädie (TRE). Band 30, de Gruyter, Berlin/New York 1999, ISBN 3-11-016243-1, S. 80–83.